# Europa først
Europa først, også kendt som Tyskland først, var det centrale element i den overordnede strategi, som De Forenede Stater og Storbritannien fulgte under 2. Verdenskrig. Ifølge denne strategi ville USA og Storbritannien bruge hovedparten af deres ressourcer på at nedkæmpe Nazi-Tyskland først. De ville samtidig holde japanerne stangen i Stillehavet med indsættelse af færre ressourcer. Når Tyskland var blevet besejret – det blev anset for at være den største trussel – skulle alle allierede kræfter sættes ind mod Japan. 

## Baggrund

### Storbritannien
Tyskland var den største trussel mod Storbritannien, og den voksede efter Frankrigs fald, hvor Tyskland havde løbet de Allierede i Vesteuropa over ende, hvilket efterlod Storbritannien alene i krigen mod Tyskland. Tysklands planlagte invasion Operation Seelöwe blev afværget, da det ikke lykkedes tyskerne at opnå luftherredømmet i Slaget om England. 
De fleste af flyene i deres kolonier var forældede, da der var brug for alle de moderne modeller såsom Supermarine Spitfire i forsvaret af hjemlandet. Som følge heraf manglede Storbritannien de fornødne ressourcer til at opnå luftherredømmet i Det fjerne østen. Indsatsen for at forbedre luftforsvaret blev svækket af de Allieredes undervurdering af de japanske fly, såsom A6M Zero. 
Lederen af den britiske flåde First Sea Lord Sir Dudley Pound havde oprindelig besluttet, at der ikke kunne undværes slagskibe til forstærkning af Singapore, da det ville være nødvendigt at indsætte for mange af dem i Fjernøsten for at kunne modstå den japanske flåde, hvilket ville have efterladt utilstrækkelige styrker til at håndtere den tyske flåde i de europæiske farvande. Denne mangel måtte i givet fald opvejes, ved at amerikanerne gik ind på at stationere hovedparten af deres slagskibe i Atlanten. 
På trods af admiralitetets planlægning pressede premierminister Winston Churchill på for at få forstærket Singapore efter at briterne havde opnået en række succeser til søs i 1941. Disse omfattede sænkningen af det tyske slagskib Bismarck, som fjernede truslen fra tunge overfladeskibe mod konvojer på Atlanten, slaget ved Taranto og Slaget ved Cape Matapan, som gav de Allierede overtaget over den italienske flåde i Middelhavet. Som et kompromis blev to slagskibe og et hangarskib sendt af sted, men både Prince of Wales og Repulse blev sænket. Strategerne havde vidst, at den britiske flotille ikke kunne gøre ret meget på egen hånd, og det blev altid antaget, at de ville blive mødt af amerikanske skibe fra Stillehavsflåden, som bl.a. omfattede otte slagskibe ved Pearl Harbor.

### De Forenede Stater
Da Japan angreb USA havde Storbritannien allerede være i krig i Europa i over 2 år, og havde relativt få ressourcer at sætte ind for at beskytte sine vidtstrakte kolonier. 
Da Tyskland erklærede USA krig den 11. december 1941 stod USA's regering overfor en beslutning om hvorledes ressourcerne skulle fordeles mellem de to krigsområder. 
På den ene side havde Japan angrebet USA direkte ved Pearl Harbor, og den kejserlige japanske flåde truede amerikansk territorium på en måde, som Tyskland, der kun havde en mindre overfladeflåde, ikke kunne. På den anden side blev Tyskland generelt anset for at være den stærkeste og farligste modstander, især på grund af dens større økonomiske styrke, dens række af sejre i krigen og dens geografiske nærhed til Storbritannien og Sovjetunionen.
Inden angrebet på Pearl Harbor havde amerikanske militærplanlæggere forudset muligheden af en tofrontskrig. Chefen for flådeoperationerne Harold Rainsford Stark havde forfattet Plan Dog memo, som gik ind for at koncentrere sig om sejr i Europa, mens man forblev i defensiven i Stillehavet. Dette memo blev grundlaget for "Europa først" politikken.

## Aftale
Kort efter krigserklæringen enedes USA og Storbritannien på Arcadia-konferencen om "Europa først" strategien, og USA lovede først at sende sin hær og dets flystyrker af sted for at bekæmpe Tyskland i Europa og Afrika, så snart tropperne var klar. Felttoget mod Japan ville blive koncentreret om at stoppe den japanske ekspansion indtil krigen mod Tyskland var afgjort, hvorefter Storbritanniens, USA's og til sidst Sovjetunionens fulde styrke ville blive rettet mod Japan. Denne strategi koncentrerede indsatsen mod den formentlig stærkeste af Aksemagterne, og ville forhindre en tysk sejr, som kunne tvinge Storbritannien eller Sovjetunionen ud af krigen. 

### Modstand
Europa først strategien stødte på modstand i dele af det amerikanske militær og skabte splittelse mellem flåden og hæren. Mens lederen af den amerikanske flåde admiral Ernest King var overbevist tilhænger af Europa Først (i modsætning til hvad briterne fornemmede) kunne hans aggressive natur ikke tillade ham at have ledige ressourcer i Atlanten, som kunne sættes ind i Stillehavet, især når "det var tvivlsomt hvornår, om nogensinde, briterne ville gå ind på at gennemføre en landgang over Den engelske kanal" King klagede på et tidspunkt over, at Stillehavskrigen fortjente 30 % af de Allieredes ressourcer, men kun fik 15 %. På trods af, (eller måske delvis på grund af) det faktum at de to mænd ikke kunne enes, betød den samlede indflydelse fra King og general Douglas MacArthur at der blev tildelt større ressourcer til Stillehavskrigen.
General Hastings Ismay, stabschef for Winston Churchill, beskrev King som:
Hård som et søm, og holdt sig stiv som en ildrager. Han var direkte og afvisende i en grad, så at han næsten var grov. I begyndelsen var han intolerant og mistænksom overfor alt hvad der var britisk, især Royal Navy; men han var næsten lige så intolerant og mistænksom over for den amerikanske hær. Krig mod Japan var det problem, som han havde brugt sit liv på at studere, og han var modstander af tanken om, at USA's ressourcer blev brugt til andre formål end at knuse japanerne. Han var mistroisk overfor Churchills overtalelsesevner, og var bange for at han ville narre præsident Roosevelt til at forsømme krigen i Stillehavet.
Ved Casablanca-konferencen blev King af feltmarskal Sir Alan Brooke beskyldt for at favorisere Stillehavskrigen, og diskussionen blev ophidset. Den stridslystne general Joseph Stilwell skrev: "Brooke blev væmmelig, og King blev godt sur. King klatrede næsten over bordet efter Brooke. Kors hvor var han gal. Jeg ville ønske, at jeg havde slået ham."

## Konsekvenser
I starten blev der indsat få ressourcer i Det fjerne østen efter angrebet på Pearl Harbor og Singapores fald. De japanske styrker forblev i princippet ubesejrede i seks måneder efter Pearl Harbor mens de erobrede Sydøstasien og adskillige øer i Stillehavet, så de kom til at true Australien. De Allierede blev overrasket over den hurtige japanske ekspansion og deres resterende krydsere og destroyere blev omtrent udraderet i Slaget i Javahavet. Briterne havde trukket sig tilbage fra det Indiske Ocean på grund af de overlegne japanske hangarskibe.
Mens de var frigjort fra Stillehavet, blev mange af den britiske flådes store enheder indsat i slaget i Middelhavet og ved beskyttelse af de arktiske konvojer til Sovjetunionen. 
Sovjetunionen fokuserede næsten udelukkende på Østfronten og på at afvise Aksemagternes angreb i Operation Barbarossa, og det lykkedes dem til sidst at erobre landene i Østeuropa og den østlige del af Tyskland. Først hen imod slutningen af krigen i Europa lovede Sovjetunionen at invadere de japanske besiddelser i Kina, herunder Manchuriet, men det havde ikke større indflydelse på krigens gang. 
Det afgørende japanske nederlag til den amerikanske flåde i Slaget ved Midway resulterede i tabet af fire store japanske hangarskibe og et betydeligt antal trænede flybesætninger. Det begrænsede Japans offensive muligheder, og bragte en afslutning på landets planer for ekspansion mod øst. Trods dette fortsatte japanerne deres offensiv i Det sydlige Stillehav.
Indtil da havde de Allierede været i defensiven i Stillehavet. King talte (med Roosevelts stiltiende godkendelse) for en invasion af Guadalcanal. Da general Marshall gik imod denne operation og valget af hvem der skulle lede den, udtalte King at flåden og marinekorpset i såtilfælde selv ville udføre operationen, og han gav admiral Chester Nimitz ordre til at fortsætte med planlægningen. King fik til sidst sin vilje, og invasionen blev gennemført med støtte fra stabschefernes fælles komite. Den endte som en succes, og ikke alene var det første gang at japanerne mistede terræn i krigen, momentum skiftede til de Allierede (primært amerikanerne). De australske krigshistorikere satte admiral King højt for hans opmærksomhed på krigen i Stillehavet.
I modsætning til Storbritannien og Sovjetunionen var USA villig til at føre offensiv krig på fronterne i såvel Europa som Stillehavet uden at flytte ressourcer fra den ene til den anden. De flest amerikanske hangarskibe, slagskibe og krydsere blev indsat i krigen mod Japan. Tysklands overfladeflåde var lille og de eskorteskibe, der blev indsat i Slaget om Atlanten var fortrinsvis destroyere og fregatter, der skulle imødegå den tyske ubådstrussel. Stillehavskrigen kunne gennemføres med velplacerede tropper på landjorden, fortrinsvis marineinfanterister, selv om dette også skyldtes at hærens generalstabschef general George C. Marshall strittede imod at sende tropper til Stillehavet, så operationer såsom Guadalcanal helt blev overladt til flåden og marinekorpset. Gamle udtjente slagskibe forblev i Atlanten, hvor de blev brugt til kystbombardementer ved invasionen i Normandiet, som blev gennemført med tropper fra hæren. 
Ved udgangen af 1942 havde amerikanerne lidt store tab i form af hangarskibe og krydsere i Stillehavet (ligesom japanerne) som følge af slagene i Koralhavet, ved Midway og den langvarige udmattelseskrig på Guadalcanal og Solomonøerne. Trods det blev Stillehavskrigen langt fra overset, da skibsbygningsprogrammerne blev intensiveret efter Pearl Harbor, så de ikke blot dækkede tab som var lidt, men gav amerikanerne en uoverstigelig fordel i materiel. De nye skibe blev klar fra begyndelsen af 1943, især de mange hangarskibe af Essex-klassen. Der var ikke mange prioriteringer den amerikanske flåde blev tvunget til at foretage – den eneste, det er værd at bemærke var opgivelsen af bygningen af slagskibene af Montana-klassen, da slagskibe havde mindre betydning end før krigen, hvorved der blev frigjort skibsværfter til bygning af de hangarskibe, som der var mere presserende behov for, foruden landgangs- og anti-ubådsfartøjer. 
Italiens kapitulation i 1943 gjorde det muligt at overføre nogle britiske hangarskibe og slagskibe til det Indiske Ocean, hvor de kunne gennemføre angreb mod japansk besatte besiddelser i Sydøstasien. Men Royal Navy måtte beholde de fleste af sine store enheder hjemme for at fastholde en stærk tilstedeværelse i Arktis, hvor de blev holdt fast af Nazi-Tysklands sidste store slagskib, Tirpitz. Efter en række forsøg lykkedes det endelig i 1944 at sænke Tirpitz, hvorefter briterne kunne overføre hangarskibe og slagskibe til Stillehavet.  
Da Tyskland var besejret havde de Allierede befriet Burma, Filippinerne og en række øer, bl.a. Iwo Jima og Okinawa, som førte dem frem mod de japanske hovedøer. Amerikanerne indledte en massiv overførsel af tropper til Stillehavet som forberedelse til invasionen af Japan – Operation Downfall, men under forberedelserne kapitulerede Japan efter nedkastningen af atombomber over Hiroshima og Nagasaki samt Sovjetunionens invasion i Kina og Manchuriet.  

### Britisk og Commonwealth involvering i Stillehavet
"Europa først" politikken havde politiske konsekvenser i og med at den begrænsede indsættelsen af styrker fra Storbritannien og dets imperium i Stillehavet. Den australske regering havde søgt amerikansk militær assistance i 1942 da den stod overfor en mulig japansk invasion, og selv om Australien havde bidraget væsentligt til Stillehavskrigen havde det aldrig været en ligeværdig partner med amerikanerne i den strategiske beslutningstagning. Selv om general MacArthur havde flere australske end amerikanske styrker under sin kommando i 1942, er det blevet hævdet at han befalede, at alle australske sejre ville blive omtalt som "allierede sejre", mens amerikanske sejre ville blive omtalt som amerikanske. Det er også et udbredt synspunkt, at fra midten af 1943 og fremad indskrænkede MacArthur opgaverne for de australske divisioner under hans kommando til hårde og stort set irrelevante aktioner, mens han forbeholdt de mere prestigefyldte aktioner for amerikanske tropper, hvilket førte til en vedvarende antipati overfor MacArthur i Australien. 
Det blev hævdet, at en britisk tilstedeværelse ville fungere som en kontravægt mod den stærke og voksende amerikanske tilstedeværelse i Stillehavet og australierne ville byde den britiske flåde varmt velkommen, når den etablerede sin hovedbase i Sydney. Dette tiltag blev påtvunget Churchill af de britiske stabschefer, ikke blot for at genskabe den britiske tilstedeværelse i området, men for at fjerne enhver amerikansk fornemmelse af, at briterne ikke foretog sig noget for at besejre Japan. Imidlertid havde admiral Ernest King og general George C. Marshall strittet imod operationer, som ville hjælpe det britiske mål om at genskabe eller vedligeholde en del af dets kolonier fra før krigen i Stillehavet eller den østlige del af Middelhavet. King stod fast på at flådeoperationer mod Japan skulle forblive 100 % amerikanske, og modstod vredt tanken om en britisk flådes tilstedeværelse i Stillehavet under Quadrant-konferencen i august 1943, bl.a. med henvisning til vanskelighederne ved at forsyne yderligere flådestyrker i området. Af stort set samme årsag modstod general Henry H. Arnold tilbuddet om RAF-enheder i Stillehavet. Roosevelt tilsidesatte imidlertid King og tillod styrker fra det britiske imperium at blive indsat i Stillehavet.  
Trods Kings forbehold klarede den britiske stillehavsflåde sig udmærket i Stillehavet, da deres pansrede hangarskibsdæk var velegnede til at modstå de japanske kamikazeangreb, om end den havde problemer med logistiske og forsyningsmæssige problemer, da deres skibe ikke var konstrueret til at håndtere de enorme afstande. Ligeledes havde briterne en begrænset tilstedeværelse mod Japan i de sidste måneder af krigen, hvor de var tildelt mindre betydningsfulde støttemål.

## Analyse
Et klart resultat af Europa først politikken var at slag i det europæiske operationsområde havde en tendens til at være store forud planlagte hændelser. Med færre ressourcer til rådighed havde de amerikanske ledere i Stillehavet en tendens til at gennemføre mindre, innovative operationer og var tvunget til at være mere fleksible i deres strategiske planlægning for at spare liv. F.eks. blev Slaget om Leyte på grund af heldige omstændigheder og senere slaget om Iwo Jima gennemført stort set uden forudgående strategisk planlægning.
Forskellene på operationsområderne skyldes også deres natur. Da Europa i høj grad var landbaseret, anså man det for at være mest hensigtsmæssigt at invadere kontinentet. Da Tyskland overgav sig var Berlin blevet erobret, og kun Norge og Danmark var stadig i hænderne på Aksemagterne. I modsætning hertil måtte man for at besejre det japanske imperium, en flådemagt, som var spredt ud over øer i verdens største ocean, erobre nøgleøer, såsom Leyte for at afskære de japanske forsyningslinjer og forbigå større baser, såsom Rabaul og Truk. Eksempler på sådanne kampagner var Operation Cartwheel. Ved afslutningen på 2. Verdenskrig var Japan stadig i besiddelse af de fleste af deres erobringer i Kina og Sydøstasien.  